# Automationsingenjör
En automationsingenjör arbetar med automatisering. Detta kan beskrivas som införandet av steg i en industriell process, eller omorganisering av processer i syfte att få dessa att gå mer eller mindre av sig själva.
Automationsingenjörsyrket ger möjlighet att arbeta som praktiskt inriktad ingenjör inom bland annat tillverknings-, process-, kraft- och petrokemisk industri. Utbildningens längd på yrkeshögskolan i Göteborg beräknas till 80 veckor.